# A Force of One
A Force of One (Fuerza 7 en España, El exterminador en Argentina, Fuerza de uno en Colombia y Uno contra el mundo en Perú) es una película de acción de 1979 dirigida por Paul Aaron y protagonizada por Jennifer O'Neill, Chuck Norris y Clu Gulager. Fue estrenada el 18 de mayo de 1979.

## Argumento
Un día unos policías tratan de desmantelar una red de narcotraficantes. Aparecen luego asesinados y la situación hace que las autoridades pidan entonces ayuda a un experto luchador de full contact llamado Matt Logan para que entrene a la policía.
La agente, Amanda Rust, se pondrá al frente de la investigación y aunque Logan mantenía al principio una postura algo neutral, su implicación en el caso será total cuando su propio hijo aparezca asesinado a causa de ello.

## Reparto
| Actor              | Personaje     |
| ------------------ | ------------- |
| Jennifer O'Neill   | Amanda Rust   |
| Chuck Norris       | Matt Logan    |
| Clu Gulager        | Dunne         |
| Ron O'Neal         | Rollins       |
| Bill Wallace       | Sparks        |
| Eric Laneuville    | Charlie Logan |
| James Whitmore Jr. | Moskowitz     |
| Clint Ritchie      | Melrose       |

## Producción
Al principio American Cinema contrató a Ted Post para llevar a cabo proyecto pero cuando el director lo abandonó, se contrató a Paul Aaron para filmarlo, que ya antes trabajó con la productora como tal.
El presupuesto para hacer la película fue de 2 millones de dólares. Una vez a disposició se filmó el filme entre el 1 y el 31 de enero de 1979. Se rodó para ello en San Diego, California. Cabe destacar, que Mike Norris, el hijo de Chuck Norris, participó en la película como un repartidor de pizza.

## Recepción
La película recaudó en los Estados Unidos 20 166 000 dólares. De esa manera se convirtió en un gigantesco éxito, que contribuyó a la creación de las estrellas de acción americanas. También cabe destacar, que la película es adicionalmente recordado como el filme, en el que tuvo el debut el actor G. W. Bailey.
Hoy en día la película ha sido valorada en portales cinematográficos. En IMDb, por ejemplo, con aproximadamente 4700 votos registrados, la película obtiene una media ponderada de 5,1 sobre 10. En cuanto a Rotten Tomatoes, los más de 2500 votos registrados en el portal le dieron allí una valoración media de 2,9 de 5. También cabe destacar, que en el periódico La Vanguardia los usuarios que dieron allí su opinión al respecto le dieron al largometraje una aprobación del 50 %.